# VLIW
VLIW står för Very Long Instruction Word-processor. Denna processor använder långa instruktioner. Tanken med detta är att slå ihop flera instruktioner till en. Processorn kan då hämta flera instruktioner på en gång och därför arbeta effektivare. Det ställer dock högre krav på programkompilatorn som måste skicka instruktionerna till processorn i rätt ordning.
VLIW används i Intels Itanium-processorfamilj, men tekniken kallas då för EPIC (Explicit Parallel Instruction Code).